# Die Steuerberater Woche
Die Steuerberater Woche (StBW) war eine im Verlag Dr. Otto Schmidt KG erscheinende deutsche steuerrechtliche Fachzeitschrift, die als Informationsdienst für die steuerliche Beratungspraxis konzipiert war. Sie richtete sich an Steuerberater, Rechtsanwälte sowie Fachanwälte für Steuerrecht.
Die Steuerberater Woche erschien in den Jahren 2003–2015 14-täglich. 

## Inhalt
Die Steuerberater Woche berichtete über die aktuellen Entwicklungen im Steuerrecht und im berufsrelevanten Wirtschaftsrecht. Als Berater-Zeitschrift lieferte die Steuerberater Woche eine Übersicht über aktuelle Gesetzgebungsvorhaben, Rechtsprechung und Verwaltungsanweisungen. Für die Beratungspraxis besonders relevante Entscheidungen wurden von einem festen Autorenteam aus Steuerberatern, Rechtsanwälten, Richtern sowie Angehörigen der Finanzverwaltung kommentiert. Die Entscheidungen wurden in ihren wesentlichen Zügen wiedergegeben und mit knappen Darstellungen der sich aus ihr ergebenden Konsequenzen für die Praxis und mit weiterführenden Beraterhinweisen angereichert. Die Volltexte der besprochenen Entscheidungen wurden in der zur Zeitschrift gehörenden Datenbank Steuerberater-Center (jetzt: Otto Schmidt online) abrufbar gehalten.
Die Beiträge der Steuerberater Woche befassten sich in erster Linie mit beratungsorientierten Problemen der Steuerberatungspraxis. Im Fokus standen dabei Gesetzgebungsvorhaben, Rechtsprechungsänderungen sowie für die Beratungspraxis relevante Verwaltungsanweisungen.

## Redaktion
Die Redaktion bestand aus Ass. jur. Sixten Abeling (verantwortlicher Redakteur) und Renate Glöckner (Redaktionsassistenz).

## Zitierweise
Auf einzelne Artikel wird durch Angabe des Autors oder Gerichts (mit Datum und Aktenzeichen), des Kürzels „StBW“, des Jahrgangs und der Seite verwiesen. Beispiele: Gehm, StBW 2013, 948; BFH v. 21. März 2013 – VI R 31/10, StBW 2013, 685.